# Lysimachia tienmushanensis
Lysimachia tienmushanensis är en viveväxtart som beskrevs av Hisao Migo. Lysimachia tienmushanensis ingår i släktet lysingar, och familjen viveväxter. Inga underarter finns listade i Catalogue of Life.